# Markenvertrauen
Markenvertrauen ist die Bereitschaft eines durchschnittlichen Konsumenten, sich darauf zu verlassen, dass eine Marke die Fähigkeit aufweist, ihre versprochene Funktion (Markenversprechen) zu erfüllen. Dabei lassen sich zwei Dimensionen des Markenvertrauens unterscheiden: Zum einen die Erwartung, dass die Marke die Bedürfnisse des Konsumenten erfüllt und befriedigt (Zuverlässigkeit); zum anderen die Überzeugung, dass die Marke bzw. das jeweilige Unternehmen in Situationen, die dem Konsumenten riskant erscheinen (z. B. Beschwerde), im Interesse des Konsumenten handeln würde (Problemlösungsabsicht).

## Ursachen und Folgen
Im deutschen Sprachraum liegen bisher nur wenige Untersuchungen zum Markenvertrauen vor (im angloamerikanischen Raum: siehe Literatur). Eine Befragung von 317 PKW-Käufern zeigt zunächst, dass das Markenvertrauen neben anderen Merkmalen (z. B. Markensympathie, Kundenzufriedenheit, Trägheit der Käufer) maßgeblich die Kundenloyalität beeinflusst. Ein komplexeres Erklärungsmodell offenbart im zweiten Schritt einen mehrstufigen Zusammenhang: Demnach trägt hauptsächlich das Konstrukt „Markenvertrauen“ zur Erklärung von Kundenloyalität bei. Markenvertrauen wiederum erwächst vor allem aus dem emotionalen „Unterbau“: Sympathische (Auto-)Marken erscheinen den Käufern vertrauenswürdig. Vertrauen schafft ein Hersteller auch, wenn er seine Kunden wiederholt zufriedenstellt und seine Marke sich von konkurrierenden Angeboten unterscheidet (Marken-Uniqueness). Insofern kann man Markenvertrauen als ein Aggregat mehrerer Variablen verstehen, als Meta-Konstrukt. Der Schlüsselbefund, dass Kunden dann „ihrer“ Marke treu bleiben, wenn sie diese als vertrauenswürdig erleben, tritt noch markanter zu Tage, wenn man sich auf die Gruppe der ausgesprochen loyalen Kunden konzentriert: Erst im Wirkungsverbund mit Vertrauen erweisen sich Zufriedenheit, Sympathie und Einzigartigkeit als Erfolgsfaktoren (d. h. der Anteil der loyalen Kunden steigt von ca. 20 % auf 66 %). Markenvertrauen ist also eine notwendige Bedingung für Kundenloyalität.
Die Untersuchung ermöglicht auch Aussagen zu einzelnen Automobilmarken. Ein ausgesprochenes Vertrauensguthaben besitzt demzufolge die Marke Mercedes-Benz. Mit deutlichem Abstand folgen BMW und Audi. Vier weitere Marken, Volkswagen, Ford, Opel und Renault, gelten gar nur bei jeweils weniger als einem Drittel ihrer Kunden als vertrauenswürdig. Woraus resultiert nun dieser Vertrauensvorsprung des „guten Sterns“? Mercedes profitiert vor allem von der einzigartigen Positionierung der Marke. Bei Audi hingegen lassen sich primär Zufriedenheit und Sympathie als Treiber ausmachen. Anders als bei den Mercedes-Kunden wurzelt das Vertrauen der Audi-Kunden somit in einer starken emotionalen Basis. Darüber verfügt auch BMW in hohem Maße. Allerdings hat diese Marke Probleme mit den besonders hohen Erwartungen ihrer Kunden: Sie sorgen dafür, dass nur vergleichsweise wenige der Blau/Weiß-Sympathisanten mit ihrem Fahrzeug „rundum“ zufrieden sind.
Was können bzw. sollten Automobilhersteller tun, um Markenvertrauen aufzubauen? Trotz der angeblichen Werbemüdigkeit der Mehrzahl der Konsumenten vermag selbst klassische Werbung immer noch, Markensympathie zu wecken. Wie unsere Studie zeigt, steht ein hoher Werbedruck nicht im Widerspruch zum Markenvertrauen, sondern fördert dieses Gefühl indirekt. Dies gilt insb. dann, wenn die Kampagnen der Marke ein Image verleihen, das gleichermaßen Emotionalität wie Innovativität signalisiert. Eine solche Doppel-Positionierung wirkt nicht nur sympathisch, sondern auch einzigartig. Anbietern, die als innovativ gelten, verzeihen ihre Kunden sogar den einen oder anderen Mangel, wie der positive Zufriedenheitseffekt dieser Variable belegt. Zudem widerlegt diese Studie ein weiteres Vorurteil, wonach in den heutigen „Geiz-ist-Geil-Zeiten“ nur Dauerniedrig- bzw. Sonderpreise zum Erfolg führen. Das Imagemerkmal „billig“ sorgt für den überaus kontraproduktiven Eindruck der Austauschbarkeit, während Automobilmarken, die als „teuer“ gelten, als etwas Besonderes wahrgenommen werden. Nicht zuletzt wirkt auch ein abwechslungsreiches Produktsortiment vertrauensbildend.
Seit 2008 befragt die Unternehmensberatung Musiol Munzinger Sasserath regelmäßig in einer repräsentativen Studie (2010: n=1000) das Vertrauen der Deutschen in Branchen und Marken. Es zeigt sich, dass das Vertrauen der Deutschen im Jahr 2010 in Branchen und Unternehmen im Vergleich zum Vorjahr deutlich gestiegen ist. Nachdem zwei Jahre lang als Folge von Banken-Crash und Finanz- und Wirtschaftskrise massive Vertrauensverluste zu registrieren waren, ist das Vertrauen der Deutschen im Umfeld von positiven Nachrichten – starkes Wirtschaftswachstum, sinkende Arbeitslosenzahlen – in Unternehmen und Branchen wieder gestiegen.
Während fast alle Marken, die auch in den vergangenen Jahren gemessen wurden, das Vertrauen im Vergleich zu 2009 ausbauen oder zumindest halten konnten, ist das Vertrauen in Google um 8 Prozentpunkte auf 42 % gesunken. Hier schlagen sich die Diskussionen um Street View und den Umgang mit der Privatsphäre und dem Datenschutz deutlich nieder. Ein anderer Internetriese hingegen setzt auffallend positive Akzente: Amazon genießt unter den 49 befragten Marken das höchste Vertrauen mit 67 % – noch vor dem Markenklassiker Nivea (61 %), dem Discounter Aldi (55 %) und den Automobilmarken Audi und Volkswagen (jeweils 52 %).
In der aktuellsten Erhebung 2013 zeigt sich, dass Amazon nach Skandalen im Vertrauen sinkt (−20 Prozentpunkte), obwohl die Marke 2010 bis 2012 an erster Stelle stand. Dies verdeutlicht, dass sich Markenvertrauen nicht bedingungslos zeitstabil verhält. In der Gesamtbetrachtung sinken Marken- und Branchenwerte leicht, nachdem das Vertrauen im Umfeld von solider deutscher Wirtschaft und stabilen Arbeitslosenzahlen gestiegen war. Insbesondere Lebensmitteldiscounter (−10 PP), Warenhäuser (−9 PP) und Fernsehsender (−8 PP) gehören zu den Vertrauens-Verlierern.